# سیارک ۴۳۲۹۳
سیارک ۴۳۲۹۳ (به انگلیسی: 43293 Banting، نامگذاری:2000GU1) چهل و سه هزار و دویست و نود و سومین سیارک کشف شده‌است که در ۱ آوریل ۲۰۰۰ کشف شد.